# Kranas Dumerilův
Kranas Dumerilův (Seriola dumerili) je kranas rodu Seriola. Vyskytuje se ve Středozemním moři, Atlantském oceánu, Tichém oceánu a při pobřeží Indie. Žije obvykle v hloubkách od 20 do 70 metrů (maximálně 360 metrů). Jedná se o rychlé plavající pelagickou rybu s podobnými zvyky jako kranas americký (Seriola lalandi). Živí se jinými rybami a bezobratlými.

## Popis
Kranas Dumerilův je největší druh čeledi kranasovitých a dorůstá délky 2 metrů. Maximální udávaná váha je 80,6 kg. Má stříbrno-modrou barvu se zlatými postranními čarami a hnědými páskami přes okolí očí.

## Další
Čerstvé či zmražené ryby se využívají k přípravě jídel. Jsou však známé i doklady, kdy jejich konzumace způsobila vážnou nemoc zvanou ciguatera.

## Galerie

Kranas Dumerilův
Kranas Dumerilův
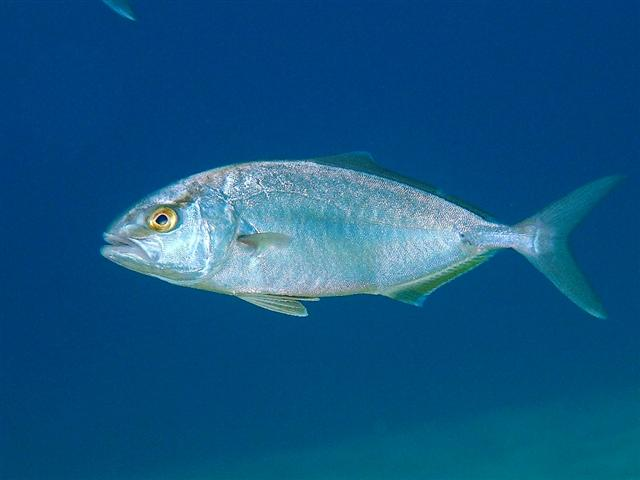
Kranas Dumerilův u Menorcy
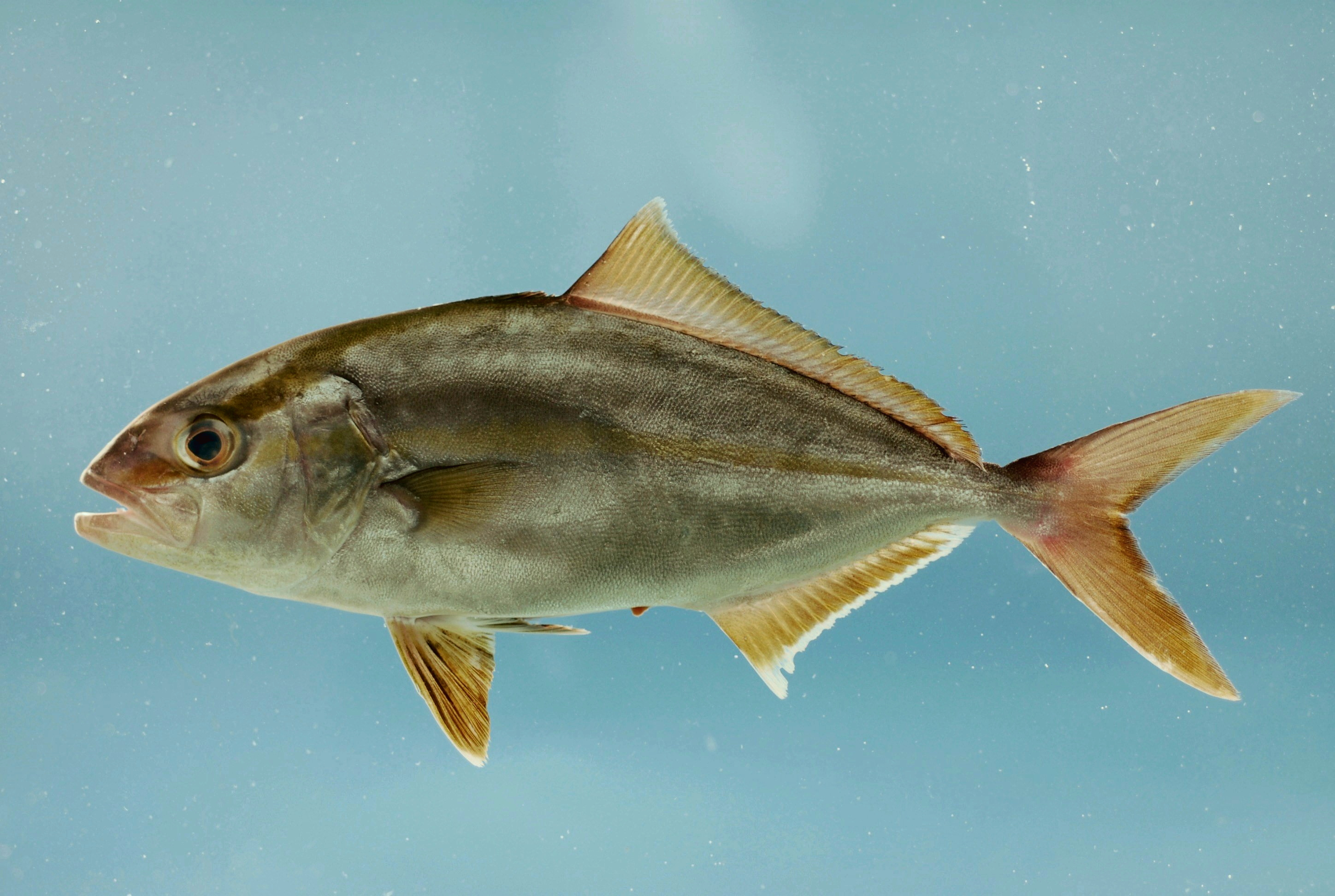
Kranas Dumerilův v Mexickém zálivu